# Aritz Aduriz
Aritz Aduriz Zubeldia, né le 11 février 1981 à Saint-Sébastien, est un footballeur international espagnol évoluant au poste d'attaquant de 1999 à 2020. Il a évolué dans des clubs espagnols tout au long de sa carrière.

## Biographie

### Jeunesse et formation
Aritz Aduriz naît le 11 février 1981 à Saint-Sébastien, une des villes les plus importantes du Pays basque espagnol, de parents moniteurs de ski. Il grandit dans le quartier Ulía avant de déménager à Ayete à ses quatorze ans, un autre quartier de la ville. Durant sa jeunesse, Aduriz pratique plusieurs sports : le ski, le tennis ou encore le surf. Excellant dans le ski de fond, il finit vice-champion d'Espagne à ses neuf ans. 
Toutefois, Aduriz décide de se consacrer au football et après un passage au Sporting de Herrera, il rejoint le centre de formation d'Antiguoko à partir de 1994. Au sein du club qui a un partenariat avec l'Athletic Bilbao, la grande équipe régionale, il côtoie de futurs joueurs professionnels tels que les frères Mikel et Xabi Alonso ou Mikel Arteta.

### Début de carrière
Cinq ans plus tard, âgé de 19 ans, Aduriz signe son premier contrat au CD Aurrerá de Vitoria, un club évoluant en Segunda División B et également affilié à l'Athletic. Il marque huit buts en championnat puis rejoint finalement l'Athletic Bilbao en 2000. Aduriz intègre dans un premier temps l'équipe réserve du club. Il y demeure trois saisons et joue 96 matches pour 20 buts inscrits en Segunda División B.
Le 11 septembre 2002, Aduriz est lancé en équipe première par Jupp Heynckes et titularisé durant une victoire 2-1 en Coupe du Roi contre l'Amurrio CF. Trois jours plus tard, il découvre la Liga en remplaçant Santi Ezquerro contre le FC Barcelone lors d'une défaite 0-2 à domicile. Aduriz rentre en jeu à trois reprises en championnat au cours de cette saison 2002-03. En manque de temps de jeu, il est prêté au Burgos CF pour l'exercice 2003-04. 
Il retrouve ainsi la Segunda División B qu'il connaît bien et démontre son agilité devant le but en marquant à seize reprises en 34 matches de championnat. De retour à Bilbao, le jeune joueur s'engage finalement au Real Valladolid en 2004.

### Révélation au Real Valladolid
Ce transfert lui permet de découvrir la Segunda División. Aduriz s'adapte rapidement à ce nouveau championnat, réalisant un triplé pour son premier match le 29 août 2004 contre le Deportivo Alavès. Il récidive la journée suivante en marquant un doublé à domicile face au CD Tenerife. Après trois rencontres pour six buts, Aduriz est moins efficace à l'image de son équipe mais son apport offensif et collectif le rendent indispensable. Il termine la saison avec 14 buts et cinq passes décisives en 32 matches de championnat et 16 buts toutes compétitions confondues. 
Aduriz commence la saison suivante sur des bases solides, marquant six buts en 14 rencontres à la trêve hivernale dont un triplé contre Lleida. Ses performances convainquent l'Athletic Bilbao de le faire revenir en décembre 2005.

### Retour à l'Athletic
Aduriz montre dès lors des progrès encourageants et obtient la confiance de Javier Clemente qui lui offre du temps de jeu à la phase retour de la saison 2005-06. Il commence sa première rencontre de Liga comme titulaire le 7 janvier 2006 contre le Deportivo La Corogne. Le 22 janvier suivant, Aduriz marque ses premiers buts dans l'élite espagnole avec un doublé à la Real Sociedad qui contribue à un nul 3-3. Titulaire lors de treize de ses quinze matches, il finit cet exercice avec six buts et confirme les espoirs placées en lui. 
La saison 2006-07 est compliquée pour l'Athletic qui lutte tout du long pour son maintien, finissant à une place de la relégation. Malgré les difficultés offensives des Leones, Aduriz marque neuf buts en championnat. Il se distingue par un triplé contre le Real Saragosse en mai 2007, lors d'une défaite 3-4. 
La saison 2007-08 est plus nuancée, perdant sa place de titulaire au profit de Fernando Llorente, malgré sept buts en 33 matches de championnat.

### RCD Majorque
Le 4 août 2008, Aduriz devient le premier joueur à marquer au stade communautaire de Colchester, pendant un match amical contre Colchester United. L'Athletic annonce donc qu'il est vendu au RCD Majorque, en signant un contrat de quatre ans. Le 26 octobre, Aduriz marque un doublé pour son nouveau club, lors d'une victoire 3-0 à domicile sur l'Espanyol de Barcelone, et termine sa première année comme meilleur buteur de son équipe, pour une neuvième position au classement des buteurs en Liga. Il parvient à marquer 12 buts lors de la saison 2009-10 qui lui permettront de terminer cinquième meilleur buteur de Liga, et obtient une qualification en Ligue Europa.

### Valence CF

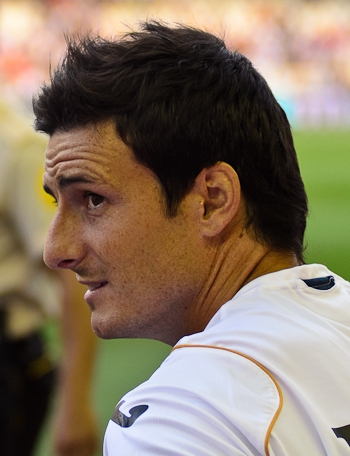
Aduriz avec le Valence CF en août 2011.

Le 14 juillet 2010, Aduriz signe au Valence CF pour environ quatre millions d'euros. Le 28 août, il marque lors de ses débuts officiels lors de l'ouverture du championnat face au Málaga CF (victoire 3-1). En janvier 2011, après l'arrivée du Brésilien Jonas lors du mercato hivernal, Aduriz se retrouve sur le banc car Roberto Soldado lui prend sa place de titulaire. Il parvient malgré tout à terminer sa première saison avec 14 buts officiels, dont deux en Ligue des champions, chacun inscrit face à Bursaspor.

### Buteur de l'Athletic
Le 27 juin 2012, Aduriz revient dans son club formateur de l'Athletic Bilbao, pour un montant de deux millions et demi d'euros et un contrant de trois ans,.
Le 23 août 2012, Aduriz marque un doublé lors de la victoire de son équipe contre le HJK Helsinki pour les éliminatoires de la Ligue Europa (6-3, 9-3 sur l'ensemble). Le 20 octobre, il inscrit un doublé à la Mestalla contre le Valence CF mais l'Athletic s'incline 3-2. Le 4 novembre, il réalise un doublé face à Grenade (2-1). Il profite de la situation contractuelle précaire de Fernando Llorente pour devenir le premier choix en attaque. Ironiquement, au temps de son deuxième passage à l'Athletic, l'éclosion de ce dernier lors de la saison 2008-09 avait poussé Aduriz a quitté le club. Il termine sa première saison avec 18 buts officiels, dont 14 en Liga.
Aduriz continue sur sa lancée durant la saison 2013-14 en marquant 16 buts en championnat. Le 28 février 2014, il inscrit un triplé contre le Grenade CF (4-0).
Lors de la saison 2014-15, Aduriz remporte le Trophée Zarra de meilleur buteur espagnol du championnat avec 18 buts. Le 7 janvier 2015, le Basque prolonge son contrat avec l'Athletic.

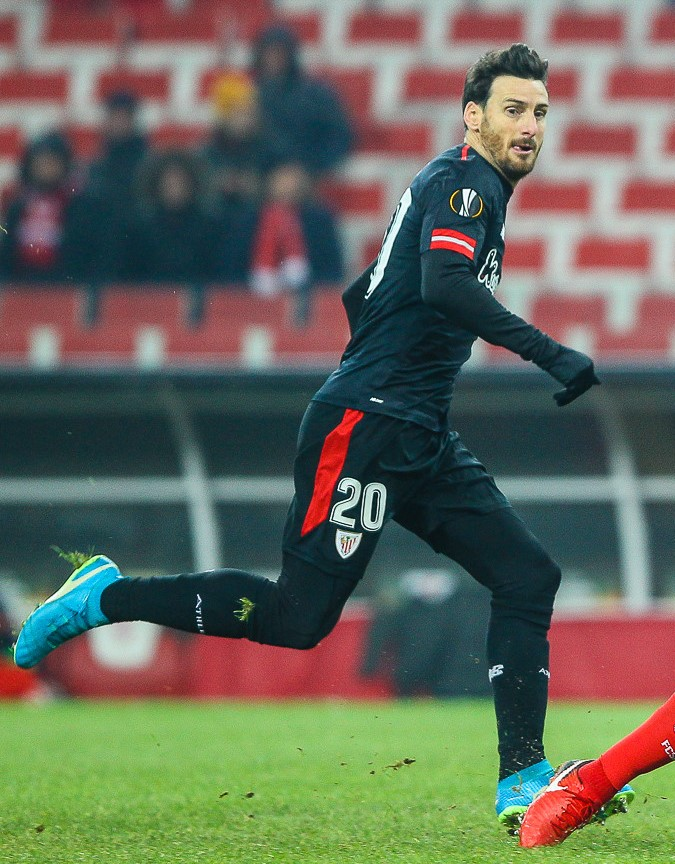
Aduriz avec l'Athletic Club en février 2018.

Le 14 août 2015, lors du match aller de la Supercoupe d'Espagne face au FC Barcelone, Aduriz inscrit un triplé lors de la large victoire des Basques (4-0). Le 17 août, au match retour se jouant au Camp Nou, il égalise après le but de Messi et offre quasiment à lui tout seul le titre à l'Athletic,. Aduriz devient ainsi le buteur le plus prolifique de l'histoire de la Supercopa sur une édition, totalisant quatre buts. En conférence de presse, il explique : « Si on écrivait une histoire, un tel scénario serait impossible. Cela fait des années que l'Athletic ne fête rien et deux ou trois générations de gens méritent cela ». Néanmoins, le début de championnat des basques s'avère décevant, l'Athletic enchaînant deux matchs sans victoires. Lors de la troisième journée, Aduriz inscrit un doublé contre Getafe et l'Athletic décroche la première victoire de sa saison en Liga. En octobre, Aduriz prolonge son contrat de un an avec le club basque,. En février 2016, il poursuit sur sa lancée en Ligue Europa où il inscrit un magnifique but en reprise de volée face à l'Olympique de Marseille. Mi-mars, il réalise un triplé en championnat contre le Deportivo La Corogne. Aduriz termine sa saison avec 20 buts en Liga et le trophée Zarra pour la seconde année de suite.
Aduriz, âgé de 35 ans, accomplit la meilleure performance de sa carrière le 3 novembre 2016 en Ligue Europa. Le Basque réalise un quintuplé, dont trois penaltys, contre le KRC Genk et offre à lui tout seul la victoire à l'Athletic Club sur le score de 5 à 3,. Il est le premier joueur de l'histoire de la compétition à inscrire autant de buts en une seule rencontre. 
Aduriz annonce que la saison 2019-20 sera la dernière de sa carrière. Le 16 août 2019, durant le match d'ouverture de la saison, Aduriz entre en jeu en fin de rencontre et marque l'unique but de la victoire d'une reprise acrobatique contre le tenant du titre du FC Barcelone.
Le 20 mai 2020, Aduriz met officiellement un terme à sa carrière de joueur à l'âge de 39 ans. Ses problèmes à la hanche l'ont convaincu de prendre sa retraite en cours de saison, avant la finale de la Coupe du Roi contre la Real Sociedad, club de sa ville natale. Dans un poste sur ses réseaux sociaux, il explique : « Malheureusement, mon corps a dit "assez". Je ne peux pas aider mes coéquipiers comme je le voudrais, ni comme ils le méritent. C'est la vie d'un athlète professionnel. [...] Et oui, le temps est venu de dire aurevoir, et c'est comme cela que la route se finit pour moi – inoubliable et merveilleuse, du début jusqu'à la fin »,.
Aduriz a disputé un peu moins de 800 matches et inscrit plus de 280 buts en près de 21 ans de carrière. Il est le meilleur buteur de l'Athletic au XXIe siècle et sixième meilleur buteur de son histoire avec un total de 172 buts. Le journal El País souligne le fait qu'Aduriz a marqué 159 buts de ses 31 à ses 39 ans, preuve de son efficacité malgré un âge avancé dans le milieu du football.

### Carrière internationale
En octobre 2010, Aduriz est convoqué en équipe nationale espagnole par Vicente del Bosque pour disputer deux matches de qualifications à l'Euro 2012. Le 8 octobre, il fait ses débuts, en remplaçant Llorente dans les quinze dernières minutes d'un match contre la Lituanie, remporté 3-1.
Il est rappelé avec la Roja en mars 2016 pour des matches amicaux, profitant de la blessure de Diego Costa. Il semble désormais une option sérieuse pour occuper le poste d'avant-centre à l'Euro. Le 24 mars 2016, Aduriz marque le but du nul 1-1 face à l'Italie.
Membre d'une liste provisoire de 25 joueurs espagnols sélectionnés pour disputer l'Euro 2016, il fait partie de la liste définitive de 23 joueurs annoncée le 31 mai. Remplaçant durant la phase de poules, Aduriz voit le duo Nolito-Álvaro Morata enchaîner de belles performances. Il entre en jeu lors du dernier match de groupe mais ne parvient pas à relancer la Roja qui s'incline 2-1 contre la Croatie malgré une qualification déjà assurée pour les espagnols. Le parcours de l'Espagne prend fin en huitièmes de finale après une défaite 2-0 contre l'Italie alors qu'Aduriz remplace Nolito en seconde période.
Aduriz marque son second et dernier but en sélection le 12 novembre 2016 en clôturant un succès 4 à 0 contre la Macédoine dans un match comptant pour les éliminatoires de la Coupe du monde 2018. Ce but fait de lui le joueur le plus âgé à marquer pour la sélection ibérique, à 35 ans et 275 jours. Il reçoit son ultime convocation au mois d'octobre 2017 et est titulaire pour son dernier match face à l'Israël le 9 octobre.

## Statistiques

### Statistiques détaillées
| Saison                | Club                  | Championnat           | Championnat | Championnat | Championnat | Coupe(s) nationale(s) | Coupe(s) nationale(s) | Coupe(s) nationale(s) | Supercoupe | Supercoupe | Supercoupe | Compétition(s) continentale(s) | Compétition(s) continentale(s) | Compétition(s) continentale(s) | Compétition(s) continentale(s) | Espagne | Espagne | Espagne | Total | Total | Total |
| Saison                | Club                  | Division              | M.          | B.          | P.d.        | M.                    | B.                    | P.d.                  | M.         | B.         | P.d.       | Comp.                          | M.                             | B.                             | P.d.                           | M.      | B.      | P.d.    | M.    | B.    | P.d.  |
| 1999-2000             | CD Aurrerá            | Segunda División B    | 25          | 8           | -           | -                     | -                     | -                     | -          | -          | -          | -                              | -                              | -                              | -                              | -       | -       | -       | 25    | 8     | 0     |
| Sous-total            | Sous-total            | Sous-total            | 25          | 8           | -           | -                     | -                     | -                     | -          | -          | -          | -                              | -                              | -                              | -                              | -       | -       | -       | 25    | 8     | 0     |
| 2000-2001             | Bilbao Athletic       | Segunda División B    | 33          | 7           | -           | -                     | -                     | -                     | -          | -          | -          | -                              | -                              | -                              | -                              | -       | -       | -       | 33    | 7     | 0     |
| 2001-2002             | Bilbao Athletic       | Segunda División B    | 35          | 8           | -           | -                     | -                     | -                     | -          | -          | -          | -                              | -                              | -                              | -                              | -       | -       | -       | 35    | 8     | 0     |
| 2002-2003             | Bilbao Athletic       | Segunda División B    | 22+6        | 4+1         | -           | -                     | -                     | -                     | -          | -          | -          | -                              | -                              | -                              | -                              | -       | -       | -       | 28    | 5     | 0     |
| Sous-total            | Sous-total            | Sous-total            | 96          | 20          | -           | -                     | -                     | -                     | -          | -          | -          | -                              | -                              | -                              | -                              | -       | -       | -       | 96    | 20    | 0     |
| 2002-2003             | Athletic Bilbao       | Primera División      | 3           | 0           | 0           | 1                     | 0                     | -                     | -          | -          | -          | -                              | -                              | -                              | -                              | -       | -       | -       | 4     | 0     | 0     |
| Sous-total            | Sous-total            | Sous-total            | 3           | 0           | 0           | 1                     | 0                     | -                     | -          | -          | -          | -                              | -                              | -                              | -                              | -       | -       | -       | 4     | 0     | 0     |
| 2003-2004             | Burgos CF (prêt)      | Segunda División B    | 36          | 16          | -           | 2                     | 0                     | -                     | -          | -          | -          | -                              | -                              | -                              | -                              | -       | -       | -       | 38    | 16    | 0     |
| Sous-total            | Sous-total            | Sous-total            | 36          | 16          | -           | 2                     | 0                     | -                     | -          | -          | -          | -                              | -                              | -                              | -                              | -       | -       | -       | 38    | 16    | 0     |
| 2004-2005             | Real Valladolid       | Segunda División      | 32          | 14          | 5           | 6                     | 2                     | -                     | -          | -          | -          | -                              | -                              | -                              | -                              | -       | -       | -       | 38    | 16    | 5     |
| 2005-2006             | Real Valladolid       | Segunda División      | 14          | 6           | 1           | -                     | -                     | -                     | -          | -          | -          | -                              | -                              | -                              | -                              | -       | -       | -       | 14    | 6     | 1     |
| Sous-total            | Sous-total            | Sous-total            | 46          | 20          | 6           | 6                     | 2                     | -                     | -          | -          | -          | -                              | -                              | -                              | -                              | -       | -       | -       | 52    | 22    | 6     |
| 2005-2006             | Athletic Bilbao       | Primera División      | 15          | 6           | 2           | 2                     | 0                     | 0                     | -          | -          | -          | -                              | -                              | -                              | -                              | -       | -       | -       | 17    | 6     | 2     |
| 2006-2007             | Athletic Bilbao       | Primera División      | 34          | 9           | 3           | 1                     | 0                     | 0                     | -          | -          | -          | -                              | -                              | -                              | -                              | -       | -       | -       | 35    | 9     | 3     |
| 2007-2008             | Athletic Bilbao       | Primera División      | 33          | 7           | 4           | 5                     | 1                     | 0                     | -          | -          | -          | -                              | -                              | -                              | -                              | -       | -       | -       | 38    | 8     | 4     |
| Sous-total            | Sous-total            | Sous-total            | 82          | 22          | 9           | 8                     | 1                     | 0                     | -          | -          | -          | -                              | -                              | -                              | -                              | -       | -       | -       | 90    | 23    | 9     |
| 2008-2009             | RCD Majorque          | Liga                  | 35          | 11          | 7           | 5                     | 0                     | 1                     | -          | -          | -          | -                              | -                              | -                              | -                              | -       | -       | -       | 40    | 11    | 8     |
| 2009-2010             | RCD Majorque          | Liga                  | 34          | 12          | 4           | 4                     | 1                     | 2                     | -          | -          | -          | -                              | -                              | -                              | -                              | -       | -       | -       | 38    | 13    | 6     |
| Sous-total            | Sous-total            | Sous-total            | 69          | 23          | 11          | 9                     | 1                     | 3                     | -          | -          | -          | -                              | -                              | -                              | -                              | -       | -       | -       | 78    | 24    | 14    |
| 2010-2011             | Valence CF            | Liga                  | 29          | 10          | 2           | 2                     | 2                     | 0                     | -          | -          | -          | C1                             | 8                              | 2                              | 0                              | 1       | 0       | 0       | 40    | 14    | 2     |
| 2011-2012             | Valence CF            | Liga                  | 29          | 7           | 1           | 6                     | 1                     | 0                     | -          | -          | -          | C1+C3                          | 4+6                            | 1+0                            | 0                              | -       | -       | -       | 45    | 9     | 1     |
| Sous-total            | Sous-total            | Sous-total            | 58          | 17          | 3           | 8                     | 3                     | 0                     | -          | -          | -          | -                              | 18                             | 3                              | 0                              | 1       | 0       | 0       | 85    | 23    | 3     |
| 2012-2013             | Athletic Bilbao       | Liga                  | 36          | 15          | 6           | 4                     | 1                     | 0                     | -          | -          | -          | C3                             | 6                              | 3                              | 0                              | -       | -       | -       | 46    | 19    | 6     |
| 2013-2014             | Athletic Bilbao       | Liga                  | 31          | 16          | 8           | 5                     | 4                     | 0                     | -          | -          | -          | -                              | -                              | -                              | -                              | -       | -       | -       | 36    | 20    | 8     |
| 2014-2015             | Athletic Bilbao       | Liga                  | 31          | 18          | 4           | 9                     | 5                     | 0                     | -          | -          | -          | C1+C3                          | 7+1                            | 3+0                            | 0                              | -       | -       | -       | 48    | 26    | 4     |
| 2015-2016             | Athletic Bilbao       | Liga                  | 34          | 20          | 6           | 5                     | 2                     | 1                     | 2          | 4          | 0          | C3                             | 14                             | 10                             | 3                              | 8       | 1       | 0       | 63    | 37    | 10    |
| 2016-2017             | Athletic Bilbao       | Liga                  | 32          | 16          | 1           | 4                     | 1                     | 2                     | -          | -          | -          | C3                             | 6                              | 7                              | 1                              | 2       | 1       | 0       | 44    | 25    | 4     |
| 2017-2018             | Athletic Bilbao       | Liga                  | 33          | 12          | 1           | 1                     | 0                     | 0                     | -          | -          | -          | C3                             | 14                             | 11                             | 1                              | 2       | 0       | 0       | 50    | 23    | 2     |
| 2018-2019             | Athletic Bilbao       | Liga                  | 20          | 2           | 0           | 3                     | 4                     | 0                     | -          | -          | -          | -                              | -                              | -                              | -                              | -       | -       | -       | 23    | 6     | 0     |
| 2019-2020             | Athletic Bilbao       | Liga                  | 14          | 1           | 0           | 3                     | 0                     | 0                     | -          | -          | -          | -                              | -                              | -                              | -                              | -       | -       | -       | 17    | 1     | 0     |
| Sous-total            | Sous-total            | Sous-total            | 231         | 96          | 26          | 32                    | 15                    | 3                     | 2          | 4          | 0          | -                              | 48                             | 34                             | 5                              | 12      | 2       | 0       | 325   | 151   | 34    |
| Total sur la carrière | Total sur la carrière | Total sur la carrière | 646         | 222         | 55          | 66                    | 22                    | 6                     | 2          | 4          | 0          | -                              | 66                             | 37                             | 5                              | 13      | 2       | 0       | 793   | 287   | 66    |

### Buts en sélection
| Buts internationaux de Aritz Aduriz | Buts internationaux de Aritz Aduriz | Buts internationaux de Aritz Aduriz  | Buts internationaux de Aritz Aduriz | Buts internationaux de Aritz Aduriz | Buts internationaux de Aritz Aduriz | Buts internationaux de Aritz Aduriz | Buts internationaux de Aritz Aduriz | Buts internationaux de Aritz Aduriz |
| 0                                   | Date                                | Lieu                                 | Adversaire                          | Score                               | Résultats                           | Compétitions                        | Description                         | Description                         |
| ----------------------------------- | ----------------------------------- | ------------------------------------ | ----------------------------------- | ----------------------------------- | ----------------------------------- | ----------------------------------- | ----------------------------------- | ----------------------------------- |
| 1                                   | 24 mars 2016                        | Stadio Friuli, Udine, Italie         | Italie                              | 1-1                                 | 1-1                                 | Match amical                        | 70e                                 | But du pied droit                   |
| 2                                   | 12 novembre 2016                    | Nuevo Los Cármenes, Grenade, Espagne | Macédoine du Nord                   | 4-0                                 | 4-0                                 | Éliminatoires Coupe du monde 2018   | 85e                                 | But du pied droit                   |

## Palmarès

### En club
- Athletic Bilbao (1) :
  - Vainqueur de la Supercoupe d'Espagne en 2015

Aduriz décroche son unique titre lors de la victoire de l'Athletic Bilbao en Supercoupe d'Espagne en 2015 contre les champions d'Espagne du FC Barcelone où il inscrit un triplé lors du match aller (4-0) avant d'être l'auteur du but égalisateur au retour (1-1).

### Récompense individuelle
- Trophée Zarra du meilleur buteur espagnol de Liga de la saison 2014-2015 (18 buts) et 2015-2016 (20 buts).
- Joueur du mois en Liga : Mars 2016 et Janvier 2018.
- Meilleur buteur de la Ligue Europa de la saison 2015-2016 (10 buts) et 2017-2018 (8 buts).